# Prince Albert (Saskatchewan)
Prince Albert è una città del Canada nella provincia del Saskatchewan.
La città, la terza nella provincia per popolazione, deve il suo nome ad Alberto di Sassonia-Coburgo-Gotha, marito della regina Vittoria.